# Dypsis andilamenensis
Espèce
Statut de conservation UICN

 CR B1ab(i,ii,iii,v)+2ab(i,ii,iii,v); D : 
En danger critique
Dypsis andilamenensis est une espèce de palmiers (Arecaceae), endémique de Madagascar. En 2012 elle est considérée par l'IUCN comme une espèce en danger critique d'extinction.

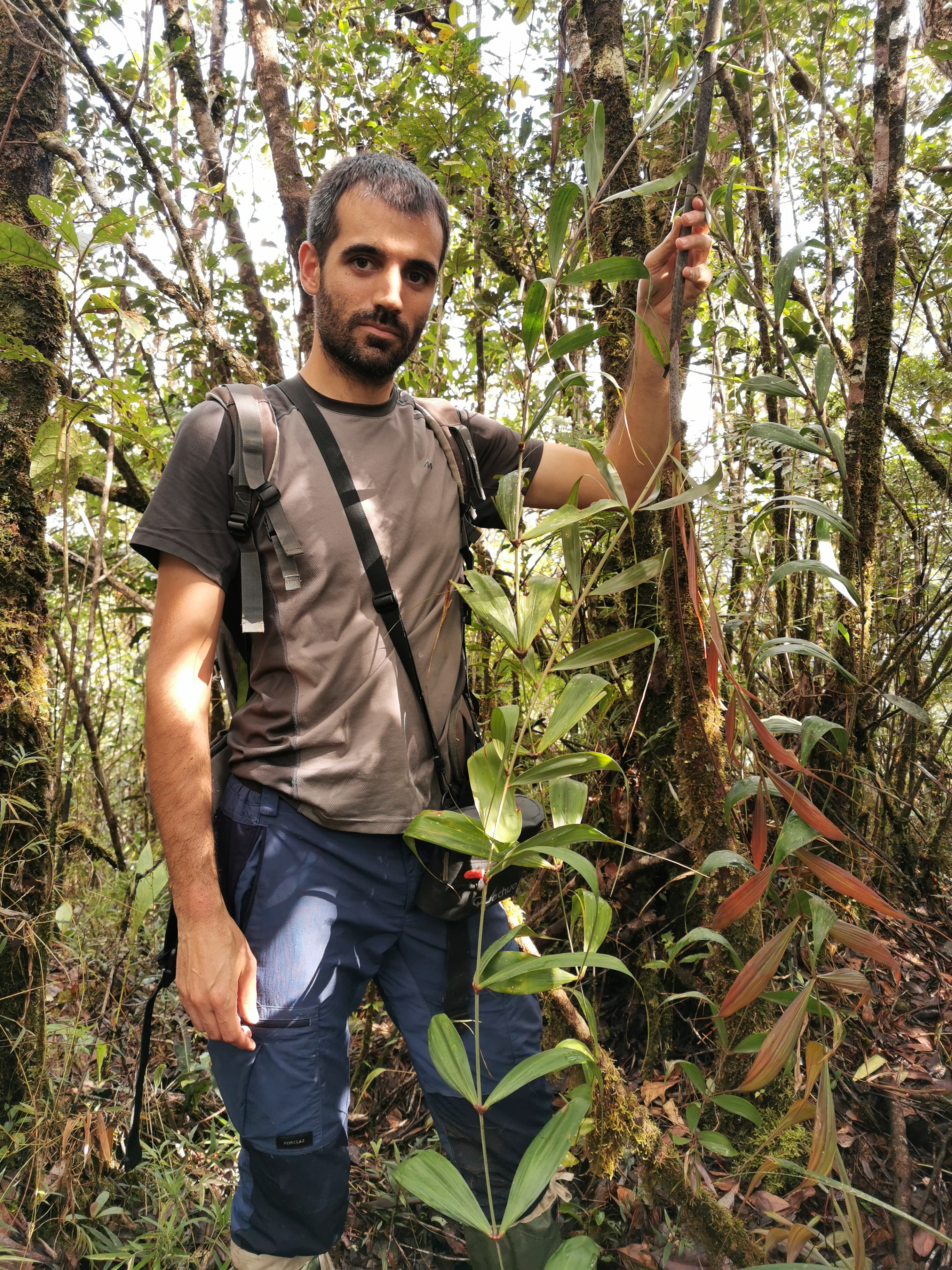
Le botaniste Carlos G. Boluda collecte un échantillon de Dypsis andilamenensis à Ambatovaky, Madagascar.